# Gustave Charles Fagniez
Gustave Charles Fagniez (6 de outubro de 1842 - 18 de junho de 1927), foi um historiador e arquivista francês, nascido em Paris, e formado na École des Chartes e na École pratique des hautes études. Fez sua primeira aparição no mundo acadêmico em 1877 como autor do livro Estudos sobre a indústria e a classe industrial em Paris nos séculos XIII e XIV (francês: Études sur l'industrie et la classe industrielle à Paris au XIII e et au XIV e siècle), obra composta quase inteiramente por documentos, e que abriria um novo campo de estudo histórico.
Em 1897, Fagniez complementou o livro com a coleção de Documentos relativos à história da indústria e do comércio na França (francês: Documents relatifs à l'histoire de l'industrie et du commerce en France) (2 vols., 1898-1900). Em 1897 publicou A economia social da França sob Henrique IV (francês: L'économie sociale de la France sous Henri IV). No entanto, o autor não se limitou à história econômica. Em 1878 seu Diário parisiense de Jean de Maupoint, prior de Sainte-Catherine-de-la-Couture (francês: Journal parisien de Jean de Maupoint, prieur de Sainte-Catherine-de-la-Couture) foi publicado no vol. 4. das Mémoires de la Société de l'Histoire de Paris et de l'Île de France . Escreveu numerosos artigos na Revue historique (da qual foi co-diretor com Gabriel Monod durante alguns anos) e em outras revistas eruditas, como a Revue des questions historiques e o Journal des savants . Em 1901 foi eleito membro da Académie des Sciences Morales et Politiques .